# Guidar (peuple)
Pour les articles homonymes, voir Guidar.
Les Guidar sont une population de l'Afrique  centrale vivant au nord du Cameroun et au Tchad occupants généralement le département de mayo- outi et une partie du département de la benoue notamment le ville de pitoua et ses environs. Les peuples guidar ou kādã , seraient Venu du Soudan . Leurs capital est la ville de guider le chef-lieu du département de mayo- louti.

## Ethnonymie.
Selon les sources et le contexte, on observe plusieurs formes : Baynawa, Gidar, Gidder, Guider, Kada. Étymologiquement "Baynawa" signifie Mon ami.

## Langue
Ils parlent le guidar, une langue tchadique.